# Alagoa Grande
Alagoa Grande és un municipi brasiler a l'estat de Paraíba, a la microregió del Brejo Paraibano. D'acord amb el cens realitzat per l'IBGE (Instituto Brasileiro de Geografia e Estatística) l'any 2010 la seva població és de 28.482 habitants. Àrea territorial de 320.558 km². El nom de la ciutat és escrit en una forma arcaica de portuguès, ja que actualment no s'escriu la paraula llacuna amb la "a" inicial, encara que a Portugal encara existeixi aquesta grafia per a escriure la paraula lagoa (llacuna).
L'any de 1864 és considerat com l'any de la seva fundació, però en 1847 ja havia passat de poblat a districte. Va ser emancipada políticament el 21 d'octubre de 1864, sent instal·lada, com a vila, el 26 de juliol de 1865. Al 27 de març de 1908, Alagoa Gran va ser elevada a la categoria de ciutat. Per compte d'aquesta última data molts creuen que el municipi va completar un segle d'emancipació l'any 2008, quan en realitat ja havien transcorregut 147 anys d'aquest fet històric.
El 17 de juny de 2004, es va trencar la presa de Camará al municipi d'Alagoa Nova, a uns 140 km de João Pessoa), construïda tres anys abans al riu Mamanguape. El trencament de la presa va elevar el nivell del Mamanguape en més de cinc metres, inundant Alagoa Grande, riu avall. En aquesta, en alguns punts, l'aigua va arribar gairebé a dos metres d'altura dintre de les cases. El pont que connectava la ciutat als municipis d'Areia i Alagoa Grande va ser destruït i se l'endugué l'aigua, sent reconstruït de seguida. Alagoa Grande tenia més de 28.000 habitants que van quedar sense aigua, energia elèctrica i telèfon.